# بوبي جاك فلويد
بوبي جاك فلويد (بالإنجليزية: Bobby Jack Floyd)‏ هو لاعب كرة قدم أمريكية أمريكي، ولد في 8 ديسمبر 1929، وتوفي في 27 يونيو 2012.